# Eupelmus vuilleti
Eupelmus vuilleti är en stekelart som först beskrevs av Crawford 1913.  Eupelmus vuilleti ingår i släktet Eupelmus och familjen hoppglanssteklar. Inga underarter finns listade i Catalogue of Life.